# Paolo Bacigalupi
Paolo Tadini Bacigalupi (Paonia, Colorado, 1972. augusztus 6. –) amerikai sci-fi és fantasyszerző, kinek legismertebb munkája a nemzetközileg elismert A felhúzhatós lány című disztopikus regény. Keményvonalas sci-fik mellett szívesen ír ifjúsági regényeket is, melyek közül a legismertebb a Hajóbontók című, szintén sötét hangulatú regénye.

## Bibliográfia

### Regények
- The Windup Girl (A felhúzhatós lány, 2009, Night Shade Books; magyarul: 2012, Ad Astra)
- Ship Breaker (Hajóbontók, 2010, Little Brown and Company; magyarul: 2013, Ad Astra)
- The Drowned Cities (2012, Little Brown and Company)
- Zombie Baseball Beatdown (2013, Little Brown and Company)
- The Doubt Factory (A kételygyár, 2014, Little Brown and Company; magyarul: 2015, GABO)
- The Water Knife (A vízvadász, 2015, Knoph; magyarul: 2016, GABO)

### Kisregények
- The Alchemist (Subterranean Press, 2011) J. K. Drummond-al közösen.

### Novellák
- "Pocketful of Dharma" (1999)
- "The Fluted Girl" (2003)
- "The People of Sand and Slag" (2004)
- "The Pasho" (2004)
- "The Calorie Man" (2005)
- "The Tamarisk Hunter" (2006)
- "Pop Squad" (2006)
- "Yellow Card Man" (2006)
- "Softer" (2007)
- "Small Offerings" (2007)
- "Pump Six" (2008)
- "The Gambler" (2008)
- "Moriabe's Children" (2014)
- "Shooting the Apocalypse" (2014)
- "A Hot Day's Night" (2015)

### Novelláskötetek
- Pump Six and Other Stories (Night Shade Books, 2008)

### Hangoskönyv
- The Alchemist and The Executioness (2010) Tobias Buckellel közösen.

## Magyarul
- A felhúzhatós lány; ford. Horváth Norbert; Ad Astra, Bp., 2012
- Hajóbontók; ford. Horváth Norbert; Ad Astra, Bp., 2013
- A kételygyár; ford. Horváth Norbert; Gabo, Bp., 2015
- A vízvadász; ford. Horváth Norbert; Gabo, Bp., 2016

## Díjak és elismerések

### A felhúzhatós lány
- Hugo-díj: 2010. szeptembere (közösen China Miéville The City & the City című regényével)[1]
- Nebula-díj: 2010. május[2]
- John W. Campbell-emlékdíj: 2010[3]
- Szeiun-díj: 2012 (a japán nyelvre lefordított változat)[4]
- Kurd-Laßwitz-díj: 2012 (a német nyelvre lefordított változat)
- Compton Crook-díj: 2010
- Locus-díj: 2010 (legjobb debütáló regény kategória)[5]

### Hajóbontók
- Michael L. Printz-díj és a Locus-díj ifjúsági regény kategóriában.[6]